# YMC Entertainment
YMC Entertainment (кор. YMC 엔터테인먼트) була південнокорейською розважальною компанією, заснованою в 2010 році Чо Ю Мьонгом, старшим сином трот-співака Те Джин А.
Компанія була домом для таких артистів, як Шін Бора, Kassy та Soulights, а також акторок, зокрема Кім Джі А.
У 2015 році Dream T Entertainment стала мажоритарним акціонером YMC, придбавши 80 % всієї компанії.

## Колишні артисти
- Mighty Mouth (2012—2015)
- Wheesung (2012—2016)
- Baechigi (2012—2017)
- Sugar Bowl (2014—2015)
- Lucky J (2014—2016)
  - J-Yo (2014—2016)
  - J'Kyun (2014—2016)
  - Джессі (2014—2018)
- Джухі (2015—2016)
- Бекчан (2015—2016)
- I.O.I (2016—2017)
  - Лім На Йонг (2016—2017)
  - Кім Чон Ха (2016—2017)
  - Кім Се Чжон (2016—2017)
  - Чон Че Йон (2016—2017)
  - Чжоу Цзецюн (2016—2017)
  - Кім Со Хе (2016—2017)
  - Ю Йон Чжун (2016—2017)
  - Чой Ю Чжун (2016—2017)
  - Кан Міна (2016—2017)
  - Кім До Йон (2016—2017)
  - Чон Сомі (2016—2017)
- Wanna One (2017—2018)
  - Юн Джи Сон (2017—2018)
  - Ха Сон Вун (2017—2018)
  - Хван Мін Хюн (2017—2018)
  - Он Сон Ву (2017—2018)
  - Кім Дже Хван (2017—2018)
  - Кан Даніель (2017—2018)
  - Пак Джи Хун (2017—2018)
  - Пак У Джин (2017—2018)
  - Бе Джін Йон (2017—2018)
  - Лі Де Хві (2017—2018)
  - Лай Куанлін (2017—2018)
- Ailee (2010—2019)
- Kassy (керується спільно з Nextar Entertainment)
- Soulights
- Шин Бора